# Acacia brownii
Acacia brownii là một loài thực vật có hoa trong họ Đậu. Loài này được (Poir.) Steud. miêu tả khoa học đầu tiên.